# Oviedo (ort i Dominikanska republiken, Pedernales, lat 17,80, long -71,40)
Oviedo är en ort i Dominikanska republiken.   Den ligger i provinsen Pedernales, i den sydvästra delen av landet, 170 km sydväst om huvudstaden Santo Domingo. Oviedo ligger 33 meter över havet och antalet invånare är 2 671.
Terrängen runt Oviedo är huvudsakligen platt, men åt sydväst är den kuperad.  Oviedo är det största samhället i trakten. 